# Primer ministro de Jamaica
El primer ministro de Jamaica es el jefe de gobierno de Jamaica, ocupa actualmente el cargo Andrew Holness.
El primer ministro es nombrado formalmente por el Gobernador General, que representa al rey.

## Residencia oficial

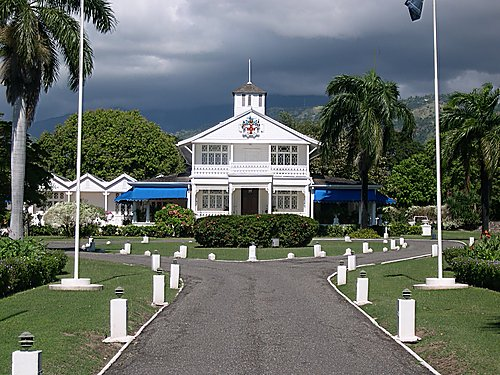
Vista frontal de Vale Royal

La residencia oficial del primer ministro es Vale Royal.La propiedad fue construida en 1694 por el propietario de plantaciones William Taylor, quien era uno de los hombres más ricos de Jamaica en ese momento. En 1928, la propiedad fue vendida al gobierno y se convirtió en la residencia oficial del secretario colonial británico (entonces Reginald Edward Stubbs). Posteriormente, Vale Royal se convirtió en la residencia oficial del primer ministro. Vale Royal no está abierto al público.

## Lista de primeros ministros de Jamaica
| N.  | Imagen | Primer ministro       | Inicio                   | Final                    | Partido                      |
| 1.  |        | Alexander Bustamante  | 29 de abril de 1962      | 23 de febrero de 1967    | Partido Laborista de Jamaica |
| 2.  |        | Donald Sangster       | 23 de febrero de 1967    | 11 de abril de 1967      | Partido Laborista de Jamaica |
| 3.  |        | Hugh Shearer          | 11 de abril de 1967      | 2 de marzo de 1972       | Partido Laborista de Jamaica |
| 4.  |        | Michael Manley        | 2 de marzo de 1972       | 1 de noviembre de 1980   | Partido Nacional del Pueblo  |
| 5.  |        | Edward Seaga          | 1 de noviembre de 1980   | 10 de febrero de 1989    | Partido Laborista de Jamaica |
| 6.  |        | Michael Manley        | 10 de febrero de 1989    | 30 de marzo de 1992      | Partido Nacional del Pueblo  |
| 8.  |        | P. J. Patterson       | 30 de marzo de 1992      | 30 de marzo de 2006      | Partido Nacional del Pueblo  |
| 9.  |        | Portia Simpson-Miller | 30 de marzo de 2006      | 11 de septiembre de 2007 | Partido Nacional del Pueblo  |
| 10. |        | Bruce Golding         | 11 de septiembre de 2007 | 23 de octubre de 2011    | Partido Laborista de Jamaica |
| 11. |        | Andrew Holness        | 23 de octubre de 2011    | 5 de enero de 2012       | Partido Laborista de Jamaica |
| 12. |        | Portia Simpson-Miller | 5 de enero de 2012       | 3 de marzo de 2016       | Partido Nacional del Pueblo  |
| 13. |        | Andrew Holness        | 3 de marzo de 2016       | Presente                 | Partido Laborista de Jamaica |